# サミュエラ・ワカヴァカ
サミュエラ・ワカヴァカ（Samuel Waqabaka、2000年8月19日 - 男性）は、ジャパンラグビーリーグワンリコーブラックラムズ東京に所属するラグビー選手。

## プロフィール
- ポジションはプロップ(PR)。
- 身長 185 cm、体重 115 kg

## 略歴
2020年、Stグレゴリーズカレッジ卒業後、朝日大学に入学。
2023年、朝日大学ラグビー部の副将に就任。
2024年、リコーブラックラムズ東京に加入。同年2月25日に行われたJAPAN RUGBY LEAGUE ONE交流戦第7節コベルコ神戸スティーラーズ戦にて途中出場でリーグワン公式戦初出場を果たした。